# Киясь, Иван Трофимович
Иван Трофимович Киясь (20 июля 1928, село Грунь, теперь Ахтырского района Сумской области — 18 июня 2015, город Снежное Донецкой области) — украинский советский деятель, шахтер, машинист угольного комбайна шахты № 22 шахтоуправления треста «Снежнянантрацит» Донецкой области. Герой Социалистического Труда (29.06.1966). Депутат Верховного Совета УССР 7-8-го созывов.

## Биография
Родился в крестьянской семье.
С апреля 1948 года — горный рабочий, машинист угольного комбайна шахты № 22 шахтоуправления треста «Снежнянантрацит» комбината «Артемуголь» (затем — комбината «Торезантрацит») города Снежное Донецкой области. В 1970-х годах работал электрослесарем ордена Ленина шахты «Восход» (бывшая № 22) шахтоуправления комбината «Торезантрацит» города Снежное Донецкой области.
Потом — на пенсии в городе Снежное Донецкой области.

## Награды
- Герой Социалистического Труда (29.06.1966)
- орден Ленина (29.06.1966)
- ордена
- медали